# Lowercase (ban nhạc)
lowercase là một ban nhạc rock thành lập tại Palm Desert, California bởi Imaad Wasif (hát và guitar) và Brian Girgus (trống). Ban nhạc đã ra mắt hai album qua hãng đĩa Amphetamine Reptile tại Minneapolis trước khi phát hành album cuối cùng qua hãng đĩa Punk In My Vitamins của Vern Rumsey.

## Lịch sử
Năm 1996, lowercase chuyển từ Palm Desert tới San Francisco và định cư tại đây tới khi giải tán năm 2000. Khi còn là một bộ đôi, họ đã ra mắt vài đĩa đơn và LP đầu, All Destructive Urges...Seem So Perfect, sau đó, tay bass Justin Halterlein gia nhận và ba người thu âm album tiếp theo, Kill The Lights. Halterlein không lâu sau được thay thế bởi Tiber Scheer từ ban nhạc P.E.E. Scheer góp mặt vào album thứ ba, The Going Away Present.
Những thành viên của nhóm thành lập nhiều dự án solo cũng như tham gia vào một số ban nhạc khác, như The Folk Implosion, Track Star, Alaska!, Wooden Shjips và Grim Tower.

## Thành viên
- Imaad Wasif - hát, guitar
- Brian Girgus - trống
- Justin Halterlein - bass
- Tiber Scheer - bass

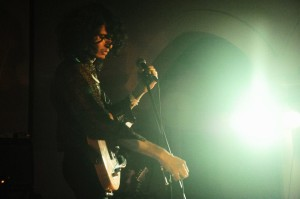
Imaad Wasif trong một show diễn, một vài năm sau khi lowercase giải tán

## Đĩa nhạc
- All Destructive Urges... Seem So Perfect (Amphetamine Reptile, 1996)
- Kill The Lights (Amphetamine Reptile, 1997)
- The Going Away Present (Punk In My Vitamins, 1999)